# Mathématiques récréatives

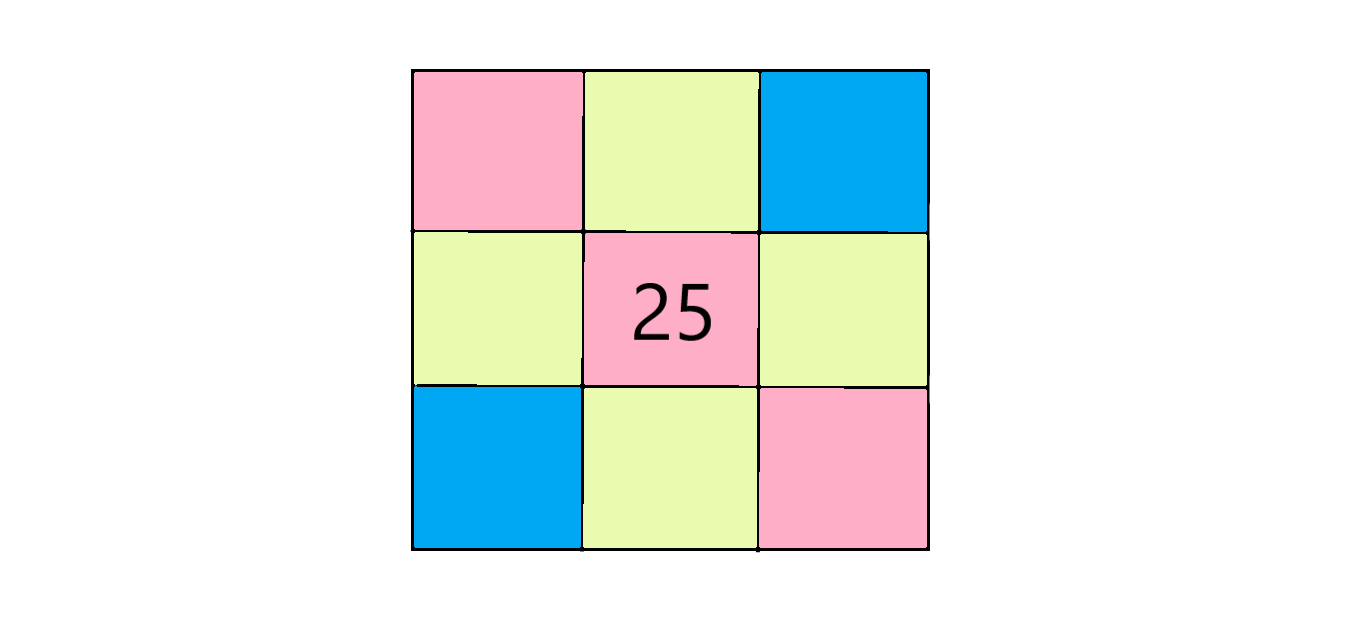
Puzzle mathématique.

Les mathématiques récréatives incluent de nombreux jeux mathématiques, et peuvent être étendues pour couvrir des domaines comme la logique ainsi que d'autres puzzles de raisonnements déductifs. La plupart des problèmes posés ne requièrent pas une connaissance de mathématiques avancées, mais plutôt une bonne logique.
Les mathématiques récréatives incluent par exemple les carrés magiques, les cryptarithmes, les propriétés remarquables de certains nombres, les formules permettant de calculer le nombre Pi avec plus ou moins de décimales, les nombres premiers, les tests ou astuces de raisonnement logique, les problèmes liés à des jeux à base mathématique (échecs, go, othello...) etc.

## Périodiques
On trouve des jeux mathématiques dans, par exemple, le magazine Jeux et Stratégie ou le magazine Tangente ainsi que dans la rubrique mensuelle de Jean-Paul Delahaye dans la revue « Pour la Science ».
Le Journal of Recreational Mathematics entièrement consacré aux mathématiques récréatives a été publié aux États-Unis d'Amérique de 1968 à 2014.

## Quelques problèmes, jeux et paradoxes
Une pseudo-démonstration est un raisonnement fallacieux (qui fait croire à un raisonnement logique, mais qui comporte une erreur (souvent discrète) qui fait que le raisonnement est faux) :
- Pseudo-démonstration d'égalité entre nombres
- Paradoxe des nombres intéressants
- Paradoxe de l'égalité entre 0,9999... et 1 (celle-ci est déroutante mais exacte)
- Carrés magiques
- Paradoxe du carré manquant
- Les quatre quatre

Plusieurs énigmes reposent sur un raisonnement combinatoire, et constituent des problèmes classiques  de la théorie des graphes :
- le problème du cavalier d'Euler
- le problème des huit dames
- les tours de Hanoï
- le jeu du taquin
- les problèmes de tracé « sans lever le crayon » (problème des sept ponts de Königsberg, problème du dessin de l'enveloppe, problème des neufs points)
- les problèmes de coloriage (Coloriage des routes)

## Quelques auteurs célèbres en mathématiques récréatives
- Pappus d'Alexandrie
- Claude-Gaspard Bachet de Méziriac
- Claude Mydorge
- Jacques Ozanam
- Henry Dudeney
- Sam Loyd
- Walter William Rouse Ball
- Édouard Lucas
- Maurice Kraitchik
- Yakov Perelman
- Hugo Steinhaus[2]
- John Horton Conway
- Martin Gardner (chroniqueur du Scientific American), et son successeur :
- Ian Stewart
- Douglas Hofstadter
- Clifford A. Pickover
- Raymond Smullyan
- Lewis Carroll